# Bibliografia web
Una bibliografia web (el sufix -grafia prové del verb del Grec antic γράφω gráphō, "escriure") és una llista de pàgines web sobre un mateix assumpte. En altres llengües es diferencia si la llista inclou només pàgines web d'articles acadèmics (webography) o bé de tot tipus (webliography), però en català una paraula inclou els dos significats. Al principi de l'ús d'internet les llistes d'enllaços web eren importants perquè els cercadors no s'havien desenvolupat prou.

## Exemples representatius
- Outcome based analysis Webography Institute of Museum and Library Services (IMLS).
- Jürgen Habermas Webography Universitat de Michigan
- Western Civilization Webography Project[Enllaç no actiu] Universitat George Mason
- Selected Folklife and Oral History in Education Webography Biblioteca del Congrés (Abdul Satar Ahmadzai)